# Взятие Казани Народной армией КОМУЧа
Штурм Казани Народной армией КОМУЧа — операция Народной армии КОМУЧа против большевиков в августе 1918 года по взятию Казани.

## Планы и разногласия в Народной армии
22 июля части Народной армии и чехословацкие легионеры заняли Симбирск. После взятия Симбирска перед Народной армией встала задача, куда направить главный удар: на Саратов, как предлагал командующий армией Станислав Чечек, навстречу казакам Краснова, или на Казань, как настаивали Каппель со Степановым. Они утверждали, что в Казани подготовлено восстание, а потому город, где были сосредоточены колоссальные материальные ресурсы, будет взят без труда. В свою очередь, командование Народной армией утверждало, что удар на Казань — это удар в пустоту, отвлечение самых боеспособных сил на второстепенную задачу, тогда как удар на Саратов приводил к стратегической победе белых: крушению всего южного фаса большевистской обороны, падению Царицына и Астрахани, объединению с донскими казаками, созданию с ними единого фронта против Красной армии. Это создавало предпосылки для дальнейшего наступления на Москву.
Чечек категорически запретил Каппелю и Степанову наступать на Казань, разрешив только демонстрацию до устья Камы, после чего те должны со своими частями были вернуться в Самару для дальнейшего наступления на Саратов. Тем не менее они проигнорировали запрет и решили взять Казань по своей инициативе.

## Бои на подступах к Казани
1 августа началось наступление на север, к Казани. Отряд Народной армии (русские части под командованием В. О. Каппеля и А. П. Степанова и два батальона чехов под командованием Г. Швеца) с общей численностью в 3 тысячи штыков, 300 сабель и 14 орудий при поддержке Волжской речной флотилии нанёс удар вдоль обоих берегов Волги и, разгромив оперативную группу войск красных (2,5 тысяч штыков и сабель при 8 или 10 орудиях), начал стремительное продвижение к Казани.
3 августа 1918 года части Красной Армии начали встречные бои с белыми в районе Тетюши, Буинск, Симбирск.
К 4 августа, заняв Ст. Майна, Тетюши, Буинск и Спасск, белые вышли к устью Камы. Там большевики попытались остановить белых, но потерпели очередное поражение и откатились к Казани. Боевые операции на подступах к городу показали слабость дисциплины и плохое взаимодействие красных войск.
5 августа 1918 года перешли в наступление части 2-й армии РККА, которые перерезали железную дорогу Нурлат — Бугульма, но затем попали под контрудар белых и отступили к Мензелинску и Сарапулу.

## Соотношение сил
Силы белых включали части Народной армии КОМУЧа и чехословацких легионеров.
Численность населения Казани тогда составляла около 146 тысяч человек. Казанских большевиков было около одной тысячи. Казань обороняли части 1-й Латышской дивизии в составе 5-го и 4-го полков латышских стрелков, Мусульманский коммунистический отряд, Интернациональный батальон имени Карла Маркса, 1-й мусульманский социалистический полк, 1-й татаро-башкирский батальон, отряд во главе с Муллануром Вахитовым и другие «интернациональные» формирования. Спешно формировались красногвардейские отряды, численность которых составила около 5000 бойцов. Всего для обороны города против трёхтысячного отряда белых было стянуто около 10 тысяч штыков и сабель.

## Штурм города
Казань и вся губерния была объявлена на военном положении.
К вечеру 5 августа белые вышли к Казани. Речная флотилия, пройдя Казань, дошла вверх по Волге до Романовского моста и завязала там перестрелку с береговыми батареями красных, высадив по пути отряд Каппеля на правый берег Волги у деревни Верхний Услон, который стремительным ударом захватил её. Таким образом, Волга была перехвачена выше Казани.
Чехи в это время высадились у Казанских пристаней (в пяти километрах ниже Казани) и, развернувшись в боевой порядок, при поддержке артиллерии повели наступление на город. Однако, сражение затягивалось из-за упорнейшего сопротивления латышских стрелков (5-й Латышский полк), начавших было даже теснить чехов обратно к пристани. Решающим оказался переход на сторону белых 300 бойцов Сербского батальона майора Благотича, размещавшихся в казанском кремле, который в решающий момент нанёс 5-му Латышскому полку неожиданный фланговый удар. В результате сопротивление латышей было сломлено. Красные отошли в город. Ночью белые их не преследовали. Начался сильный дождь, который продолжался до утра.
Утром 6 августа подполковник Каппель, высадившись с частью своего отряда на левый берег Волги выше Казани в районе деревни Большие Отары, вошёл в город с тыла, вызвав панику в рядах оборонявшихся большевиков. Против Капелля бросили потрёпанный накануне 5-й Латышский полк, Интернациональный батальон имени Карла Маркса (составленный из австрийцев и венгров) и татарские части.
В полдень того же дня чехи, воспользовавшись тем, что самые боеспособные («интернациональные») части красных были отправлены на северную окраину города против Каппеля, высадились в районе Адмиралтейской слободы и при поддержке артиллерийского и пулемётного огня опрокинули малобоеспособные русские красногвардейские отряды. Высадка этого десанта послужила сигналом для офицерского восстания внутри города. На красные отряды с чердаков и окон посыпались пули, внося панику в ряды обороняющихся. К вечеру 6 августа город был окружён белыми с 3-х сторон. Вечером 6 августа остатки обороняющихся разделились на две части. Одна часть с боями стала пробиваться к Свияжску, другая на север — к Арску. Тем не менее большая часть пробиться из окружения не смогла и была пленена.

Участник событий, офицер 5-го уланского Литовского полка В. А. Зиновьев утверждал, что:
5-й Латышский полк целиком, во главе с командиром его, сдался нам. Это был единственный случай за всю Гражданскую войну, когда латышские части сдавались
По данным Т. Насырова, во время боев за Казань из более чем 500 бойцов личного состава полка 40 стрелков погибло, 137 попали в плен. Большая часть стрелков под командованием бывшего прапорщика Грегора через Царевококшайск вышла к Свияжску. После возвращения красными Казани 10 сентября 120 сдавшихся в плен стрелков вернулись в свой полк. По другим сведениям, каппелевцы взяли в плен 350 бойцов полка, которых военно-полевой суд приговорил к расстрелу.
В ночь на 7 августа белые части заняли город полностью. Одним из последних очагов сопротивления стал район электростанции, где оборонялся отряд под командованием М. Х. Султан-Галиева. После двухдневных тяжёлых боёв, несмотря на численное превосходство красных, а также наличия серьёзных укреплений у обороняющейся стороны, город пал.
7 августа к полудню Казань была очищена от красных.
Как утверждает С. Г. Сироткин, в разговоре с Лениным командовавший Восточным фронтом И. И. Вацетис сообщил, что красноармейцы «…в своей массе они оказались к бою совершенно неспособными вследствие своей тактической неподготовленности и недисциплинированности». При этом сам командующий красным Восточным фронтом чудом избежал плена.

## Значение взятия Казани войсками В. О. Каппеля
— в противобольшевистский лагерь в полном составе перешла находившаяся в Казани Академия Генерального штаба во главе с генералом А. И. Андогским;

— благодаря успеху войск Каппеля удалось восстание на Ижевском и Воткинском заводах; 

— по реке Вятке ушли из Камы красные;

— Советская Россия лишилась камского хлеба;

— были захвачены огромные склады с вооружением, боеприпасами, медикаментами, амуницией, а также с золотым запасом России (650 млн золотых рублей в монетах, 100 млн рублей кредитными знаками, слитки золота, платины и другие ценности).
Телеграмма полковнику Чечеку

После двухдневного боя, 7-го августа частями Самарского отряда Народной армии и чехословаками совместно с нашей боевой флотилией Казань взята. Трофеи не поддаются подсчёту, захвачен золотой запас России 650 миллионов. Потери моего отряда — 25 человек, войска вели себя прекрасно.
Подполковник Каппель 

Верно: управляющий делами 

Комитета членов Учредительного собрания Дворжец 

9 августа 1918 г.